# Medal Herschela

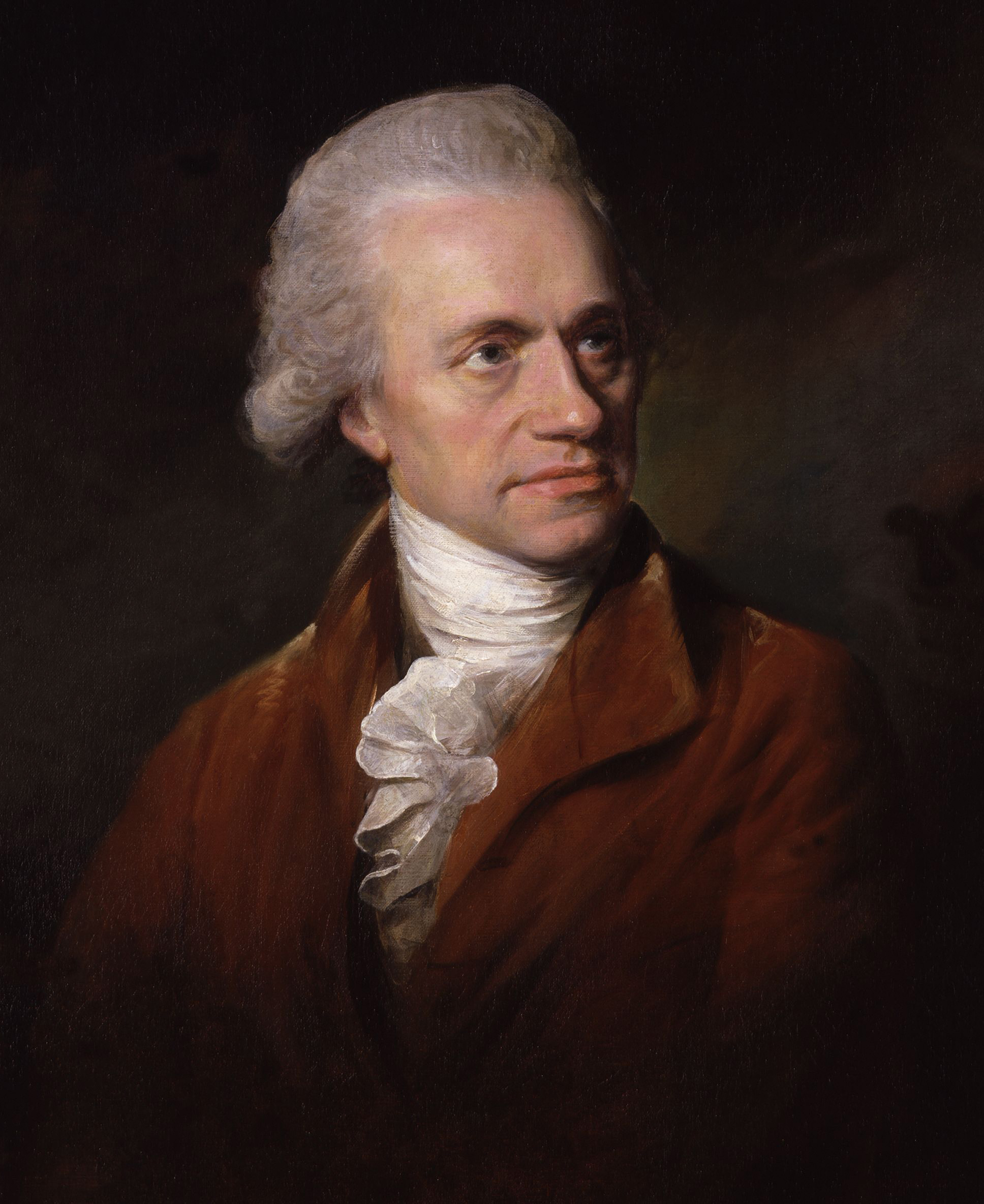
William Herschel

Medal Herschela – nagroda przyznawana przez Królewskie Towarzystwo Astronomiczne za wybitne osiągnięcia w dziedzinie astrofizyki obserwacyjnej.

## Lista laureatów
Do roku 2021 włącznie medal otrzymali:

- 1974: John Paul Wild
- 1977: Arno Penzias i Robert Woodrow Wilson
- 1980: Gérard-Henri de Vaucouleurs
- 1983: William Wilson Morgan
- 1986: Albert Boggess i Robert Wilson
- 1989: Jocelyn Bell Burnell
- 1992: Andrew Lyne
- 1995: George Isaak
- 1998: Gerry Neugebauer
- 2001: Patrick Thaddeus
- 2004: Keith Horne
- 2006: Govind Swarup
- 2008: Max Pettini
- 2010: James Hough
- 2012: Mike Irwin
- 2013: Michael Kramer
- 2014: Reinhard Genzel
- 2015: Stephen Eales(inne języki)
- 2016: James Dunlop(inne języki)
- 2017: Simon Lilly(inne języki)
- 2018: Tom Marsh(inne języki)
- 2019: Nial Tanvir(inne języki)
- 2020: Robert Fender
- 2021: Stephen Smartt[3]
- 2022: Catherin Heymans
- 2023: Heino Falcke
- 2024: Roberta Humphreys
- 2025: Ian Smail

## Najwybitniejsi laureaci
Wśród laureatów Medalu Herschela znaleźli się nobliści:
- 1977: Arno Penzias i Robert Woodrow Wilson (nobel 1978),
- 2014: Reinhard Genzel (nobel 2020).

Laureatka Medalu Herschela z 1989 roku Jocelyn Bell Burnell współodkryła pulsary, za co nagrodzono noblem innych naukowców. Sama otrzymała porównywalnie prestiżowy Medal Copleya w 2021 roku.